# クリムト (映画)
『クリムト』（Klimt）は2006年制作の映画。グスタフ・クリムトの生涯を描く伝記映画。

## ストーリー
1900年、クリムトの描いた裸婦像がパリ万国博覧会に出品され、高い評価を得た。その会場でクリムトは魅力的な女性レアに心を奪われる。

## キャスト
- ジョン・マルコヴィッチ：グスタフ・クリムト
- サフロン・バロウズ：レア
- ヴェロニカ・フェレ：ミディ
- ニコライ・キンスキー：エゴン・シーレ
- スティーヴン・ディレイン：書記官